# Boang Manalu Salak
Boang Manalu Salak is een bestuurslaag in het regentschap Pakpak Bharat van de provincie Noord-Sumatra, Indonesië. Boang Manalu Salak telt 2134 inwoners (volkstelling 2010).